# Sauber C33
La Sauber C33 è una vettura da Formula 1 realizzata dalla Sauber per il campionato mondiale di Formula 1 2014. La vettura è stata presentata il 26 gennaio 2014 tramite il sito ufficiale della scuderia. Con 0 punti conquistati nell'arco dell'intera stagione, è la vettura meno competitiva mai schierata dalla scuderia elvetica. 

## Livrea e sponsor
La vettura presenta la stessa livrea della stagione precedente: grigia con inserti bianchi. Tra gli sponsor non è presente Telcel, presente invece sull'ala posteriore della precedente vettura.

## Piloti
| Piloti ufficiali       | Piloti ufficiali    | Piloti ufficiali |
| Nazione                | Nome                | Numero           |
| ---------------------- | ------------------- | ---------------- |
| Germania (bandiera)    | Adrian Sutil        | 99               |
| Messico (bandiera)     | Esteban Gutiérrez   | 21               |
| Collaudatori           |                     |                  |
| Nazione                | Nome                | Numero           |
| Paesi Bassi (bandiera) | Giedo van der Garde | 36               |
| Russia (bandiera)      | Sergej Sirotkin     | 37               |
| Hong Kong (bandiera)   | Adderly Fong        | 37               |

## Stagione
Nella prima parte di stagione la vettura si rivelò molto poco competitiva, relegando Sutil e Gutiérrez nelle retrovie. Nella gara inaugurale, in Australia, entrambi i piloti riuscirono ad arrivare al traguardo, ma fuori dalla zona punti e davanti solo alla Marussia di Max Chilton. I cinque Gran Premi successivi furono anche peggiori: solo in Spagna entrambe le C33 transitarono sotto la bandiera a scacchi, mentre nei rimanenti appuntamenti Sutil e Gutiérrez furono costretti a diversi ritiri, dovuti sia a problemi meccanici che a incidenti. A Monaco Gutiérrez ebbe la possibilità di far segnare punti, risalendo fino all'ottava posizione prima di doversi ritirare per incidente a 19 tornate dal termine. Nella stessa gara Jules Bianchi portò a punti la sua Marussia, facendo retrocedere la Sauber in decima posizione nel mondiale costruttori.
Nel prosieguo della stagione né Sutil né Gutiérrez riuscirono a competere per la zona punti. Il miglior risultato fu un undicesimo posto di Sutil in Ungheria, che bissò quello ottenuto dal pilota tedesco nella gara d'apertura. Nel Gran Premio degli Stati Uniti Sutil riuscì per la prima volta a qualificarsi tra i primi dieci, ma dovette ritirarsi dopo poche curve per un contatto con Sergio Pérez.
Sutil e Gutiérrez non conquistarono punti neanche nelle due gare seguenti. La Sauber chiuse la stagione senza punti per la prima volta nella sua storia, piazzandosi davanti alla sola Caterham nella classifica costruttori.

## Risultati F1
| Anno | Team   | Motore         | Gomme | Piloti        |    |     |     |     |    |     |    |    |     |     |     |    |    |     |    |    |     |    |    | Punti | Pos. |
| ---- | ------ | -------------- | ----- | ------------- | -- | --- | --- | --- | -- | --- | -- | -- | --- | --- | --- | -- | -- | --- | -- | -- | --- | -- | -- | ----- | ---- |
| 2014 | Sauber | Ferrari 059 V6 | P     | Gutiérrez     | 12 | Rit | Rit | 16  | 16 | Rit | 14 | 19 | Rit | 14  | Rit | 15 | 20 | Rit | 13 | 15 | 14  | 14 | 15 | 0     | 10º  |
| 2014 | Sauber | Ferrari 059 V6 | P     | Sutil         | 11 | Rit | Rit | Rit | 17 | Rit | 13 | 13 | 13  | Rit | 11  | 14 | 15 | Rit | 21 | 16 | Rit | 16 | 16 | 0     | 10º  |
| 2014 | Sauber | Ferrari 059 V6 | P     | Van der Garde |    |     | SP  | SP  | SP |     |    |    | SP  | SP  |     | SP | SP |     |    |    |     |    |    | 0     | 10º  |
| 2014 | Sauber | Ferrari 059 V6 | P     | Sirotkin      |    |     |     |     |    |     |    |    |     |     |     |    |    |     |    | SP |     |    |    | 0     | 10º  |
| 2014 | Sauber | Ferrari 059 V6 | P     | Fong          |    |     |     |     |    |     |    |    |     |     |     |    |    |     |    |    |     |    | SP | 0     | 10º  |